# Andy On
Andy On (Providence, 11 maggio 1976) è un attore, artista marziale e cantante cinese di Hong Kong.

## Biografia e carriera
Nato a Providence, Rhode Island, da genitori di origini taiwanesi, Andy On parla fluentemente inglese e cinese, e cantonese a livello colloquiale. Nel 2002 il giovane attore fu scelto dal regista Tsui Hark per riprendere il ruolo precedentemente interpretato da Jet Li in Black Mask 2, sequel di La vendetta della maschera nera (2002). Nonostante il ricevimento mediocre da parte di pubblico e critica, On continuò sia a recitare sia a praticare le arti marziali, studiando insieme al collega e amico Nicholas Tse con il maestro Chung Chi Li, capitano della squadra di stuntmen di Jackie Chan, per la pellicola Looking for Mister Perfect (Kei fung dik sau, 2003), trasmessa nei cinema due anni dopo la sua produzione. Successivamente ha studiato arti marziali cinesi nel famoso tempio Shaolin.
La pratica delle arti marziali cinematografiche ha causato ad Andy On anche degli incidenti, tra cui un infortunio al tendine del ginocchio sul set di New Police Story (2004), in una delle due scene di lotta contro Jackie Chan. Durante le riprese della pellicola The Three Kingdoms: Resurrection of the Dragon (2008), invece, ha subito un altro infortunio quando è stato colpito in faccia da uno stuntman durante una sequenza di combattimento. Il colpo gli ha spaccato il labbro, tanto da lasciare una cicatrice visibile.
Nel 2004 Andy On è stato candidato ed ha vinto il premio come "Miglior Esordiente" agli Hong Kong Film Awards per il ruolo interpretato nella pellicola dell'anno precedente Star Runner (Siu nin a Fu, 2003), vincendo sul favorito Vanness Wu con il 10% di voti in più. Nel 2010 affianca Michelle Yeoh in True Legend.
Oltre alla carriera nella recitazione, Andy On ha anche una carriera, seppur minore, nella musica. Tra i singoli che ha pubblicato figura un duetto con la regina del mandopop Jolin Tsai, Angel of Mine.
L'attore continua i suoi allenamenti nelle arti marziali. Con il collega attore e marzialista Philip Ng pratica il Kung Fu Wing Chun, mentre con il campione di kickboxing Billy Chau si è allenato nel muay thai per la preparazione del lungometraggio Star Runner.
Andy On ha avuto una relazione con l'attrice Jennifer Tse, sorella del più famoso attore Nicholas Tse, per quattro anni. Nel 2013 la coppia si è separata. Dopo qualche tempo ha intrecciato una relazione con Jessica Cambensy con la quale ha avuto una figlia di nome Tessa.

## Filmografia[5]
| Anno | Titolo                                     | Ruolo                                                          | Note                                                                                     |
| ---- | ------------------------------------------ | -------------------------------------------------------------- | ---------------------------------------------------------------------------------------- |
| 2002 | Black Mask 2                               | Maschera Nera                                                  |                                                                                          |
| 2003 | Looking for Mister Perfect                 | Alex                                                           |                                                                                          |
| 2003 | Star Runner                                | Tank Wong                                                      | Hong Kong Film Award come "Miglior Esordiente" Titolo alternativo: The Kumite            |
| 2004 | Itchy Heart                                | Wil                                                            |                                                                                          |
| 2004 | New Police Story                           | Law Tin-tin                                                    |                                                                                          |
| 2004 | The White Dragon                           | Secondo principe Tian Yang                                     |                                                                                          |
| 2005 | Dragon Squad                               | Bersaglio sotto copertura di Suet                              | Titolo del DVD negli Stati Uniti: Dragon Heat                                            |
| 2006 | Lethal Angels                              | Jet                                                            | Titolo alternativo: Devil Angel Titolo alternativo 2: Naked Avengers                     |
| 2006 | Election 2                                 | Lik                                                            | Titolo alternativo: Election 2: Harmony Is a Virtue Titolo alternativo 2: Triad Election |
| 2006 | Dating a Vampire                           | Kit                                                            |                                                                                          |
| 2006 | Fatal Contact                              | Drago Argentato                                                |                                                                                          |
| 2006 | Nothing Is Impossible                      | Jason                                                          |                                                                                          |
| 2007 | Invisible Target                           | Tien Yeng-yee                                                  |                                                                                          |
| 2007 | Mad Detective                              | Ispettore Ho Ka-on                                             |                                                                                          |
| 2008 | Three Kingdoms: Resurrection of the Dragon | Deng Zhi                                                       |                                                                                          |
| 2008 | Forgive and Forget                         | Andy                                                           |                                                                                          |
| 2008 | La Lingerie                                | Eugene                                                         |                                                                                          |
| 2010 | Black Ransom                               | Gundam                                                         |                                                                                          |
| 2010 | Bad Blood                                  | Calf                                                           |                                                                                          |
| 2010 | True Legend                                | Yuan Lie                                                       |                                                                                          |
| 2010 | Shanghai                                   | Yum                                                            |                                                                                          |
| 2010 | Crossing Hennessy                          | Xu                                                             |                                                                                          |
| 2011 | The Lost Bladesman                         | Generale Kong Xiu                                              |                                                                                          |
| 2011 | Mural                                      |                                                                |                                                                                          |
| 2011 | White Vengeance                            | Han Xin                                                        |                                                                                          |
| 2012 | The Viral Factor                           | Agente Sean Wong                                               |                                                                                          |
| 2012 | Naked Soldier                              | Sam Wong                                                       |                                                                                          |
| 2012 | Cold War                                   | Comandante della SDU (Special Duties Unity di HK) Michael Shek |                                                                                          |
| 2013 | Unbeatable                                 | Li Zitian                                                      |                                                                                          |
| 2013 | Special ID                                 | Sunny                                                          |                                                                                          |
| 2013 | Angel Warriors                             |                                                                |                                                                                          |
| 2014 | As the Light Goes Out                      |                                                                |                                                                                          |
| 2014 | Once Upon a Time in Shanghai               | Long Qi                                                        |                                                                                          |
| 2014 | That Demon Within                          | Ben Chan                                                       |                                                                                          |
| 2014 | Outcast - L'ultimo templare                | Shing                                                          |                                                                                          |
| 2014 | Zombie Fight Club                          |                                                                |                                                                                          |
| 2014 | For Love or Money                          |                                                                |                                                                                          |
| 2015 | Blackhat                                   |                                                                |                                                                                          |

### Video musicali
- 2002 - "有你就够了" di Coco Lee
- 2004 - "处处吻" di Miriam Yeung
- 2004 - "柳媚花娇" di Miriam Yeung

## Doppiatori italiani
- Vittorio De Angelis in Black Mask 2
- Leonardo Graziano in New Police Story
- Emiliano Coltorti in True Legend
- Massimo Triggiani in Cold War
- Francesco Pezzulli in Blackhat

## Premi e riconoscimenti
| Anno | Premio             | Cerimonia             | Film        |
| ---- | ------------------ | --------------------- | ----------- |
| 2004 | Miglior Esordiente | Hong Kong Film Awards | Star Runner |